# Abergele
Pour la division territoriale en Ethiopie, voir Abergele (woreda).
Abergele est une ville et une communauté du borough de comté de Conwy, au pays de Galles.

## Toponymie
Le nom de la ville fait référence à sa situation géographique à l'embouchure (aber en gallois) de la Gele (en) qui se jette dans la Clwyd. Ce toponyme est attesté au IXe siècle sous la forme Opergelei.